# Maureen Lipman
Maureen Diane Lipman, född 10 maj 1946 i Kingston upon Hull, East Riding of Yorkshire, är en brittisk komiker och skådespelerska.

## Utmärkelser
Lipman har bland annat vunnit ett Laurence Olivier Award för "Best Comedy Performance" 1984.

## Rollista i urval
- 1983 – Timmarna med Rita
- 1985 – Ett päron till farsa på semester i Europa
- 1986 – En liten prinsessa (TV-serie)
- 1992 – Kom igen Columbus
- 1999 – Kapten Jack
- 2002 – The Pianist
- 2003 – Jonathan Creek (TV-serie)
- 2006 – Doctor Who (TV-serie)
- 2012 – Morden i Midsomer (TV-serie)
- 2018–2025 – Coronation Street (TV-serie)

## Utmärkelser
- Laurence Olivier Award,  1984
- Kommendör av 2 klass av Brittiska imperieorden,  1999
- Dame Commander av Brittiska imperieorden,  2020

[Redigera Wikidata]